# خوسيه أنطونيو سافيدرا كورونيل
خوسيه أنطونيو سافيدرا كورونيل (بالإسبانية: José Antonio Saavedra Coronel)‏ هو سياسي مكسيكي، ولد في 1 أكتوبر 1963 في ولاية مكسيكو في المكسيك. حزبياً، نشط في حزب الثورة الديمقراطية. وقد انتخب عضو مجلس النواب المكسيك.